# Лотос (литературная премия)
«Ло́тос» (англ. Lotus) — международная литературная премия за лучшие произведения писателей стран Азии и Африки. Установлена в 1969 году.

## Ассоциация писателей стран Азии и Африки. Журнал «Лотос»
Во время холодной войны,  на 3-й конференции писателей стран Азии и Африки в Бейруте в 1967 году была создана Ассоциация писателей стран Азии и Африки.
Печатным органом Ассоциации писателей стран Азии и Африки являлся ежеквартальный иллюстрированный литературный журнал «Лотос» (Lotus), издававшийся с 1968 по 1991 год на английском, французском и арабском языках. Журнал финансировал  СССР. Редактором журнала до 1978 года был египетский писатель Юсуф ас-Сибаи.
В 1969 году установлена литературная премия «Лотос» за лучшие произведения писателей стран Азии и Африки.

## Список лауреатов международной литературной премии «Лотос»
- 1969 Махмуд Дарвиш — Палестина[5]
- 1971 Таха Хусейн — Египет[5]
- 1972 Михаил Нуайме — Ливан[5]
- 1973 Нгуги Ва Тхионго — Кения
- 1974 Юсуф ас-Сибаи — Египет[5]
- 1974 Гассан Канафани — Палестина[5]
- 1974 Камаль Насер[англ.] — Палестина[5]
- 1975 Чинуа Ачебе — Нигерия
- 1975 Ким Джиха — Южная Корея
- 1975 Мухаммед Махди аль-Джавахири — Ирак[5]
- 1976 Фаиз Ахмад Фаиз — Пакистан
- 1976 Тауфик аль-Хаким — Египет[5]
- 1977 Шубхаш Мукерджи — Бенгалия
- 1978 Ёсиэ Хотта — Япония[5]
- 1978 Сами ад-Друби — Сирия[5]
- 1978 Хироси Нома — Япония
- 1978 Абу Сальма — Палестина[5]
- 1978 Меджа Мванги — Кения[5]
- 1978 Нгуен Нгок[англ.] — Вьетнам[5]
- 1978 Камиль Яшен — СССР[5]
- 1979 Антониу ду Амарал Мартинш Жасинту — Ангола
- 1979 Катеб Ясин — Алжир[5]
- 1979 Муин Бсису[англ.] — Палестина[5]
- 1980 Хусейн Мрувве — Ливан[5]
- 1981 Макото Ода — Япония
- 1981 Сулейман аль-Иса[англ.] — Сирия[5]
- 1983 Мустафа аль-Фарси[фр.] — Тунис[5]